# Paroncheilus affinis
Paroncheilus affinis is een  straalvinnige vissensoort uit de familie van kardinaalbaarzen (Apogonidae). De wetenschappelijke naam van de soort is voor het eerst geldig gepubliceerd in 1875 door Poey als Chilodipterus affinis.